# Гибель 31-го отдела
«Ги́бель 31-го отде́ла» — советский двухсерийный цветной художественный телефильм эстонского режиссёра Пеэтера Урблы, снятый в 1980 году студией «Таллинфильм» по заказу Гостелерадио СССР. Его премьера состоялась на советском телевидении 13 июня 1981 года.
Сценарий фильма был написан по роману-антиутопии шведского писателя Пера Валё «Убийство на 31-м этаже» (швед. Mord på 31:a våningen) 1964 года (русский перевод под названием «Гибель 31-го отдела» впервые опубликован в 1965 году). Существует также более ранняя советская экранизация романа (3-серийный телеспектакль «31-й отдел», режиссёры Юрий Аксёнов и Евгения Костенич, Ленинградская студия телевидения, 1972).

## Сюжет
В неназываемой стране руководство крупнейшего медиа-концерна, практически монополизировавшего издание средств массовой информации, получает анонимное письмо, предположительно от террористов, в котором говорится, что в главном здании концерна — «Доме прессы» — заложена бомба, которая скоро взорвётся. Руководство концерна обращается в полицию. Инспектор полиции Йенсен командует эвакуацией всего 30-этажного здания. Взрыва не происходит, но концерн несёт большие финансовые убытки из-за простоя в работе редакций СМИ, находящихся в здании; его глава требует от полиции провести расследование и найти злоумышленников, отправивших письмо. О ситуации с угрозой взрыва не сообщается общественности. Начальник полиции поручает инспектору Йенсену провести расследование в кратчайшие сроки. Тот начинает следствие, но замечает, что за ним ведётся слежка. Кроме того, Йенсену угрожают по рации, на него совершается нападение (Йенсена избивают в подъезде дома, где живёт одна из подозреваемых). Помимо обнаруженной слежки, он с удивлением узнаёт, что в концерне существует специальный секретный отдел, расположенный на скрытом от посторонних глаз 31-м этаже здания; чем занимается этот отдел — неизвестно, но о его существовании известно лишь немногим людям. Приказом руководства концерна было запрещено эвакуировать служащих этого отдела, несмотря на угрозу взрыва. Постепенно Йенсен выявляет шесть подозреваемых в преступлении. Допросы подозреваемых вскоре приводят к признанию одного из них в том, что он автор письма с угрозами, и следствие близится к финалу, но предполагаемый виновник внезапно погибает в камере для задержанных. Результатом дальнейшего расследования становится вывод Йенсена о том, что существуют и другие угрозы, не только для концерна, но и для общества в целом. Инспектор выясняет, что только 31-й отдел занимается серьёзной журналистикой, исследующей и критикующей проблемы общества, тогда как все остальные редакции концерна выпускают развлекательные издания. Статьи 31-го отдела печатаются в журнале, который выпускается лишь в нескольких экземплярах и не покидает стен здания, однако его журналисты не могут уволиться, поскольку их контракты составлены так, что в случае увольнения сотрудник оказывается в больших долгах перед концерном. В день окончания расследования руководство концерна вновь получает письмо с угрозой взрыва, и по некоторым признакам Йенсен понимает, что в этот раз она может осуществиться, однако и в этот раз 31-й отдел не эвакуирован; фильм заканчивается за секунду до возможного взрыва.

## В ролях
| Актёр                                             | Роль                      |
| ------------------------------------------------- | ------------------------- |
| Лембит Ульфсак (озвучивание Александр Демьяненко) | инспектор полиции Йенсен  |
| Иван Краско                                       | начальник полиции         |
| Хейно Мандри (озвучивание Игорь Ефимов)           | первый директор концерна  |
| Энн Клоорен                                       | штатный доктор            |
| Омар Волмер                                       | глава концерна            |
| Аго Роо                                           | издатель                  |
| Маргус Туулинг                                    | государственный секретарь |
| Эйно Баскин                                       | Рафаэль Кранк             |
| Аарне Юкскюла                                     | Гуннар Блиндт             |
| Юри Ярвет (озвучивание Алексей Кожевников)        | Карл Браннер              |
| Яан Руус                                          | Ян Шмидт                  |
| Алис Тальвик                                      | Анне Холльман             |
| Мария Кленская                                    | подруга Анне Холльман     |
| Анника Тынури (озвучивание Любовь Виролайнен)     | Юлия Квалхейм             |
| Юри Ярвет (младший)                               | Бен Готтлиб               |

## Съёмочная группа
- Автор сценария — Пеэтер Урбла
- Режиссёр-постановщик — Пеэтер Урбла
- Оператор-постановщик — Валерий Блинов
- Художник-постановщик — Андо Кесккюла
- Композитор — Рейн Раннап
- Редактор русского синхронного текста и автор диалогов на русском языке — Борис Пустынцев
- Фотограф — Оти Васемаа

## Признание и награды
Фильм получил приз за режиссёрский дебют на Всесоюзном фестивале телевизионных фильмов в Ереване в 1981 году.
В 1983 году фильм принял участие в кинофестивале Эстонской ССР, на котором режиссёр Пеэтер Урбла получил диплом за успешное развитие киножанра политического детектива.